# Championnat de Tchéquie masculin de volley-ball
Le Championnat de République tchèque masculin de volley-ball est une compétition annuelle regroupant les meilleurs clubs professionnels de volley-ball masculin en Tchéquie.

## Historique
- Le championnat de Tchéquie, organisé par la Fédération tchèque de volley-ball (Český volejbalový svaz, ČVS), a été créé en 1992, à l'occasion de la dissolution de la Tchécoslovaquie.

## Participants (2023-2024)
| Club                   | Ville               | Stade (capacité)                         | Titres |
| ---------------------- | ------------------- | ---------------------------------------- | ------ |
| Lvi Prague             | Prague              | Sportovní hala Lužiny (?)                | 1      |
| VK České Budějovice    | České Budějovice    | Sportovni Hala (3 612)                   | 9      |
| VK Karlovarsko         | Karlovy Vary        | Hala míčových sportů (?)                 | 3      |
| Dukla Liberec          | Liberec             | Hala Dukla (1 200)                       | 4      |
| VK Kladno              | Kladno              | Kladenská sportovní hala (?)             | 2      |
| Volejbal Odolena Voda  | Odolena Voda        | Sportovní hala Odolena Voda (?)          | 4      |
| VSC Zlín               | Zlín                | Sportovní hala przy Zimního stadionu (?) | 1      |
| Volejbal Brno          | Brno                | Hala míčových sportů Sokol (?)           | 0      |
| VK Příbram             | Příbram             | Sportovní hala Aquacentrum (?)           | 0      |
| VK Benátky nad Jizerou | Benátky nad Jizerou | Sportovní hala przy ZŠ (?)               | 0      |
| Black Volley Beskydy   | Frýdek-Místek       | ZŠ Pionýrů 400 (?)                       | 0      |
| SKV Ústí nad Labem     | Ústí nad Labem      | Sportcentrum Sluneta (?)                 | 3      |
| VK Ostrava             | Ostrava             | Sportovní hala Sareza (950)              | 2      |

## Palmarès
| - 1993 : Aero Odolena Voda - 1994 : Aero Odolena Voda - 1995 : SKV Usti nad Labem - 1996 : Aero Odolena Voda - 1997 : SKV Usti nad Labem - 1998 : SKV Usti nad Labem - 1999 : VSC Zlin - 2000 : VK České Budějovice - 2001 : Dukla Liberec - 2002 : VK České Budějovice - 2003 : VK Dukla Liberec - 2004 : Aero Odolena Voda - 2005 : VK Kladno - 2006 : VK Ostrava - 2007 : VK České Budějovice - 2008 : VK České Budějovice - 2009 : VK České Budějovice - 2010 : VK Kladno - 2011 : VK České Budějovice - 2012 : VK České Budějovice - 2013 : VK Ostrava - 2014 : VK České Budějovice - 2015 : Dukla Liberec - 2016 : Dukla Liberec - 2017 : VK České Budějovice - 2018 : VK Karlovarsko - 2019 : VK České Budějovice - 2020 : Compétition annulée - 2021 : VK Karlovarsko - 2022 : VK Karlovarsko - 2023 : Lvi Prague |